# 小港區
22°33′19″N 120°21′39″E / 22.5553185°N 120.3608455°E
小港區，舊稱「港仔墘」，前身「小港鄉」，位於台灣高雄市西南部，高雄市區南端，為高雄國際機場的所在地。北臨鳳山區，東鄰大寮區且有鳳山丘陵為屏障，西北連前鎮區，隔海望旗津區，西南濱台灣海峽，南接林園區。
本區地形平坦，地質以珊瑚礁岩土壤為主，氣候上則屬熱帶季風氣候，年均溫約為24.7℃，年雨量約為1750~1800公釐，人口約有15.4萬人。

## 歷史沿革
小港區舊名「港仔墘」，臺語稱「邊緣」為「墘」，即因高雄潟湖南岸之鳳山港畔而得名。本區開發甚早，早在荷治時期荷蘭東印度公司就在此建立港口。明鄭時期由鄭成功部將吳燕山負責開墾，清治時期時則屬鳳山縣管轄。
日治初期屬臺南廳鳳山支廳。1920年實行五州制，將鳳山支廳所屬港仔墘區、大林蒲區、空地仔區併為一庄，原訂名港子庄，後改為小港，始得小港之名，並歸高雄州鳳山郡管轄。
戰後，中華民國政府接收臺灣，小港的行政單位改為鄉，隸屬於臺灣省高雄縣。1979年高雄市改制直轄市，並將小港鄉併入成為其市轄區。

## 人口
根據高雄市政府民政局統計，2024年底小港區戶數約7.1萬戶，人口約15.4萬人，區內人口最多與最少的里分別是山明里與港墘里，2024年底兩里人口分別為13,629人與1,839人。

## 政治

### 歷任首長
小港鄉鄉長
| 任次 | 姓名   | 就任日期   | 卸任日期   | 備註     |
| ---- | ------ | ---------- | ---------- | -------- |
| 1    | 曾耀宗 | 1945年10月 | 1947年5月  |          |
| 2    | 宋再興 | 1947年6月  | 1948年5月  |          |
| 3    | 李輝明 | 1948年6月  | 1950年5月  |          |
| 4    | 李明達 | 1950年6月  | 1953年5月  |          |
| 5    | 張番鴨 | 1953年6月  | 1956年5月  |          |
| 6    | 吳丁福 | 1956年6月  | 1964年2月  |          |
| 7    | 黃永   | 1964年3月  | 1968年2月  |          |
| 8    | 蘇守成 | 1968年3月  | 1977年12月 |          |
| 9    | 吳清秀 | 1977年12月 | 1979年6月  | 末任鄉長 |

小港區區長（縣市合併前）
| 任次 | 姓名   | 就任日期  | 卸任日期   | 備註                         |
| ---- | ------ | --------- | ---------- | ---------------------------- |
| 1    | 吳清秀 | 1979年7月 | 1982年3月  | 首任區長，由原小港鄉鄉長續任 |
| 2    | 蘇金瓶 | 1982年3月 | 1985年1月  |                              |
| 3    | 陳坤章 | 1985年1月 | 1987年2月  |                              |
| 4    | 莊順源 | 1987年2月 | 1994年7月  |                              |
| 5    | 莊忠山 | 1994年7月 | 1999年6月  |                              |
| 6    | 孫榮文 | 1999年7月 | 2005年7月  |                              |
| 7    | 蔡順安 | 2005年7月 | 2007年2月  |                              |
| 8    | 許群英 | 2007年2月 | 2009年4月  |                              |
| 9    | 冬啟程 | 2009年4月 | 2010年6月  |                              |
| 10   | 藍美珍 | 2010年6月 | 2010年12月 |                              |

小港區區長（縣市合併後）
| 任次 | 姓名   | 就任日期   | 卸任日期   | 備註           |
| ---- | ------ | ---------- | ---------- | -------------- |
| 1    | 藍美珍 | 2010年12月 | 2012年10月 | 縣市合併後首任 |
| 2    | 陳盈秀 | 2012年10月 | 2016年8月  |                |
| 3    | 林清益 | 2016年8月  | 2017年8月  |                |
| 4    | 陳盈秀 | 2017年8月  | 2019年4月  |                |
| 5    | 李元新 | 2019年4月  | 2021年2月  |                |
| 6    | 謝水福 | 2021年2月  | 2023年4月  |                |
| 7    | 周益堂 | 2023年4月  | 現任       |                |

### 區政組織
小港區公所是高雄市政府在小港區的派出機關，在中華民國政府架構中為市政府綜理區政的執行機關，上級業務監督機關為高雄市政府。区长由市長任命，其任期為無任期保障。在區長及主任秘書之下，設有4課4室等8個內部單位。

### 行政區劃
- 中原地區 :    - 大苓里
  - 二苓里
  - 三苓里
  - 六苓里
  - 順苓里
  - 正苓里
  - 宏亮里
  - 山東里
  - 青島里
  - 濟南里
  - 泰山里
  - 店鎮里
  - 鳳宮里
- 小港地區 :    - 小港里
  - 港口里
  - 港正里
  - 港后里
  - 港明里
  - 港南里
  - 港墘里
  - 港興里
- 山線地區 :    - 中厝里
  - 桂林里
  - 山明里
  - 廈莊里
  - 合作里
  - 孔宅里
  - 高松里
  - 松山里
  - 松金里
  - 坪頂里
  - 大坪里
- 沿海地區 :    - 鳳林里
  - 鳳森里
  - 鳳源里
  - 鳳鳴里
  - 鳳興里
  - 龍鳳里

| 小港區行政區劃 |
| 紅底：中原地區 黃底：小港地區 綠底：山線地區 藍底：沿海地區 灰底：洲際港計畫區 中 厝 里 桂林里 廈 莊 里 合 作 里 孔宅里 高松里 大 坪 里 坪 頂 里 山 明 里 松 山 里 松金 鳳 鳴 里 龍鳳里 鳳興里 鳳源里 鳳林里 鳳森里 鳳 宮 里 店鎮里 小 港 里 港正 港口 港明 港墘 港后 港南 港興 山東里 青島 濟南 泰山 大苓 三苓 二苓 正苓 順苓 六苓 宏亮 |

## 交通

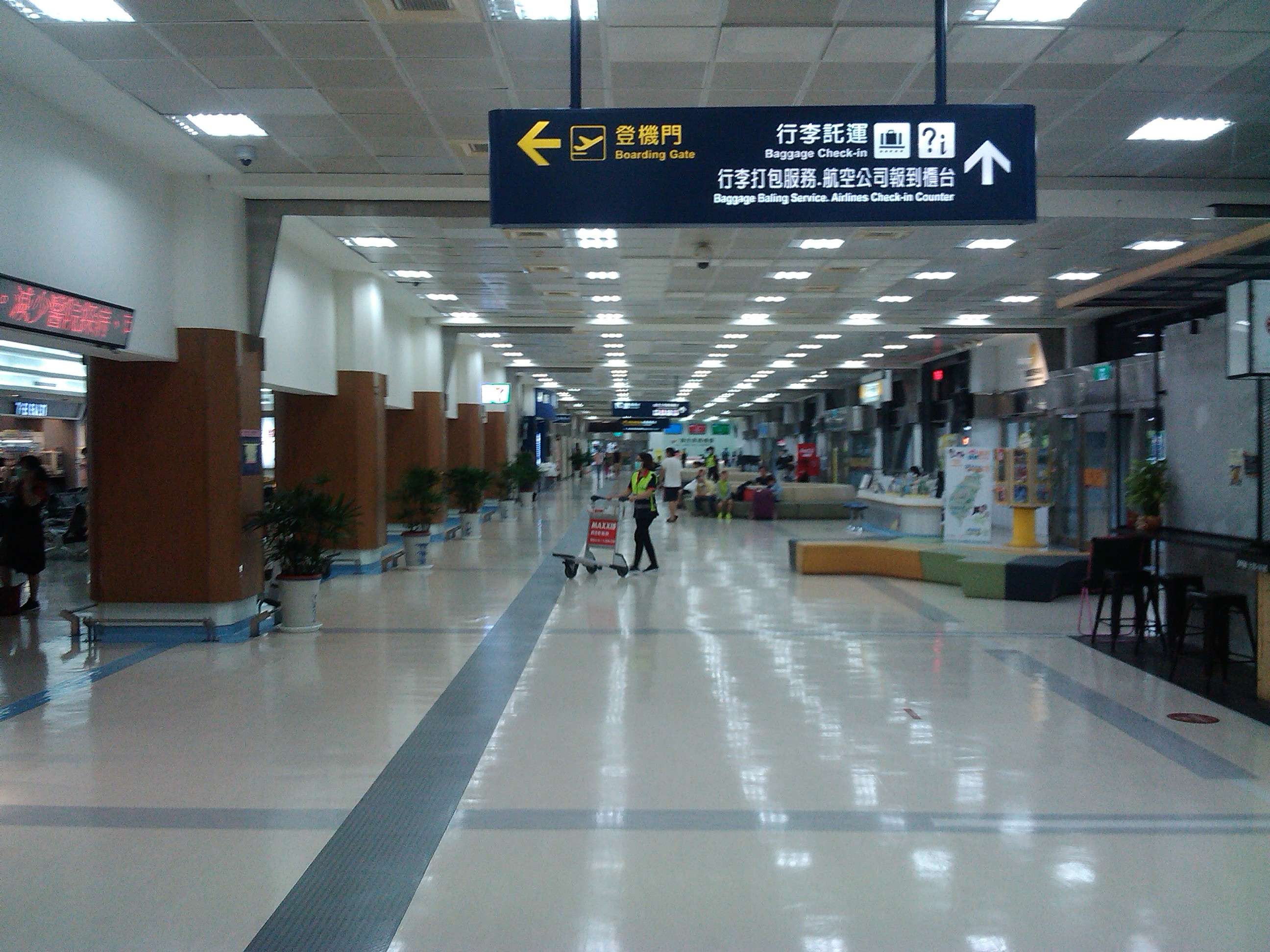
小港機場大廳
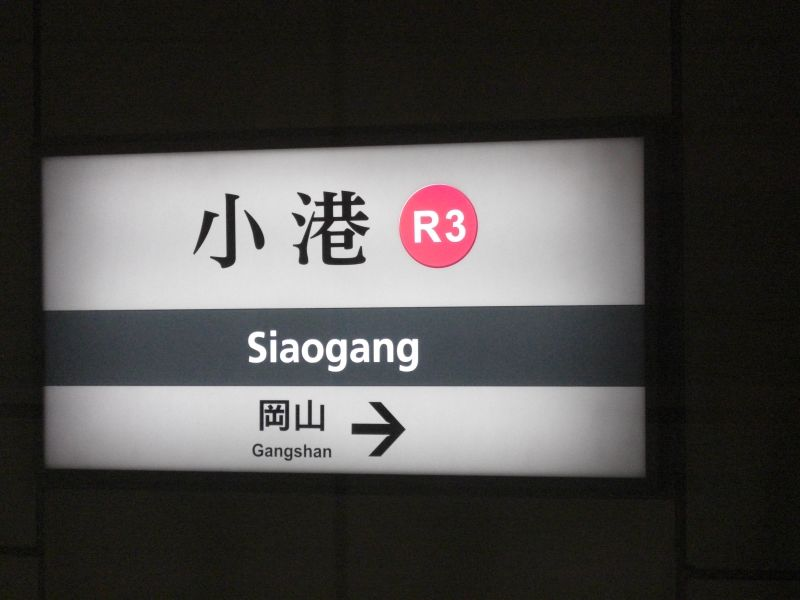
高雄捷運小港站

### 航空
- 高雄國際機場

### 捷運
高雄捷運
- 紅線：高雄國際機場站 - 小港站

### 重要道路
- 國道七號（規劃中）
- 台17線：中山四路、沿海一路、沿海二路、沿海三路
- 台88線
- 市道183甲線
- 中安路
- 宏平路
- 小港路
- 平和路

## 教育

### 大專院校
- 國立高雄餐旅大學
- 高雄市立空中大學

### 高級中等學校
- 高雄市立小港高級中學
- 國立高雄餐旅大學附屬餐旅高級中等學校

### 國民中學
- 高雄市立小港國民中學
- 高雄市立中山國民中學
- 高雄市立鳳林國民中學
- 高雄市立明義國民中學
- 國立高雄餐旅大學附屬餐旅高級中等學校國中部

### 國民小學
- 高雄市小港區小港國民小學
- 高雄市小港區二苓國民小學
- 高雄市小港區青山國民小學
- 高雄市小港區桂林國民小學
- 高雄市小港區華山國民小學
- 高雄市小港區鳳鳴國民小學
- 高雄市小港區漢民國民小學
- 高雄市小港區太平國民小學
- 高雄市小港區坪頂國民小學
- 高雄市小港區明義國民小學
- 高雄市小港區港和國民小學
- 高雄市小港區鳳林國民小學
- 高雄市小港區鳳陽國民小學

## 土地規劃利用
小港區地勢平坦、氣候溫暖、雨量豐沛，加上靠近海邊，居民原以農漁業為主，後有高雄國際機場、高雄港第二港口、高雄臨海產業園區的設置，臨海產業園區內先後進駐387家廠商，使工作機會增加，人口快速成長，成為國際門戶及工業中心。
大量工業用地、港口、建築開發外，高雄國際機場邊緣土地禁建限制，農耕、養殖面積大幅短少。小港區農會以「看飛機」為區域性休閒主題，發展休閒農業，許多咖啡館和休閒農場因應而生。
小港街區已從小港路移轉至二苓重劃區，目前漢民路、金府路為小港最繁榮的地段。

## 農產與生態資源
小港區農產品產量以鳳梨最豐富，尤以大坪頂一帶為盛。其它農作物還有稻米、番茄、香蕉、芒果、荔枝...等等；常見植物包括野薑花、大型喬木、向日葵、菱角、香水蓮...等等。

## 文化旅遊景點

### 特色公園

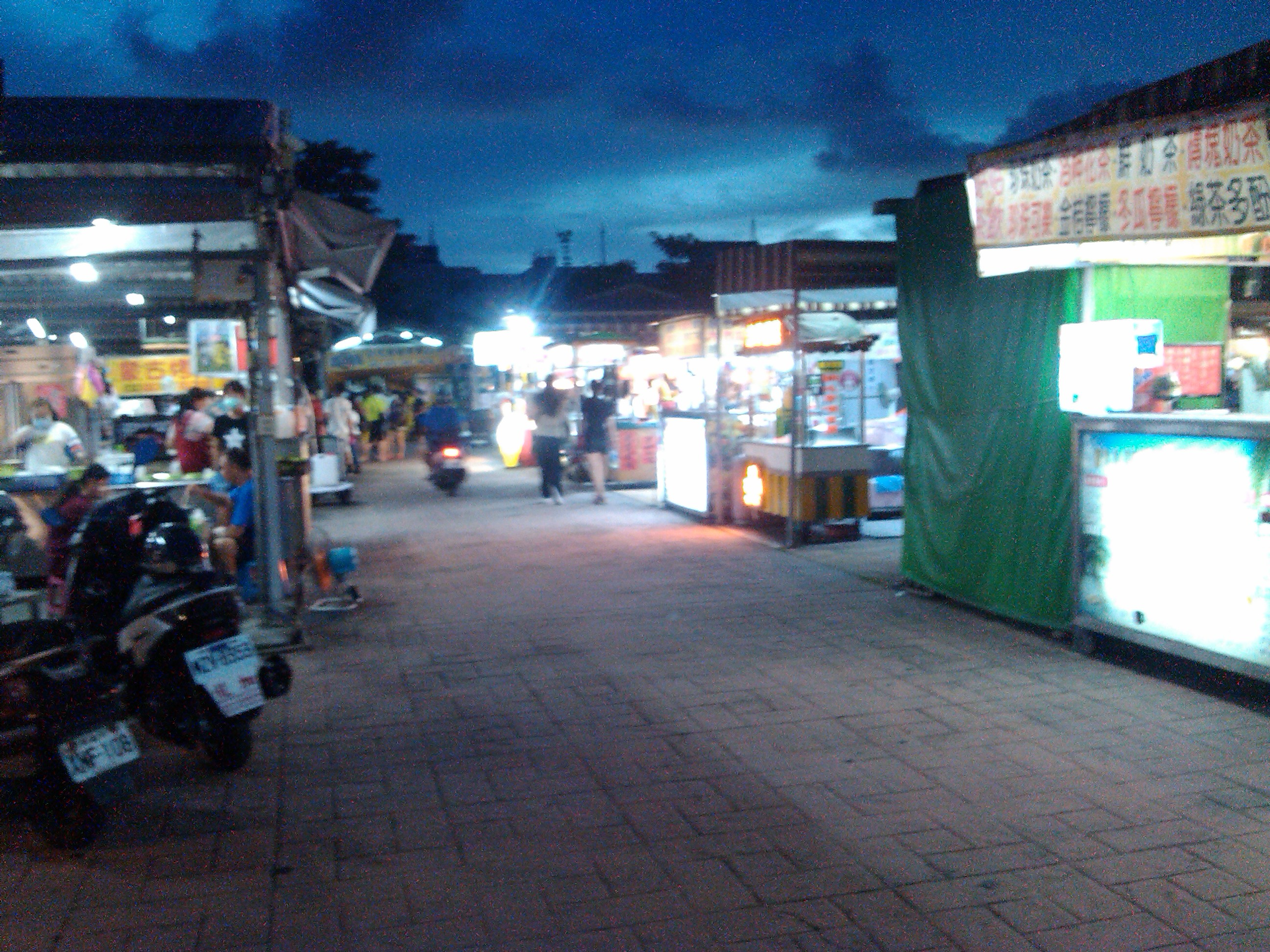
小港漢民觀光夜市

- 紅毛港文化園區
- 高雄公園
- 小港森林公園
- 漢民公園
- 桂陽公園與芒果綠廊道

### 自然
高雄熱帶植物園：
全國首座以保育、研究、教育及遊憩來建構的都會熱帶植物園，位於鳳山水庫旁，與臨海工業區相鄰，啟用後，逐步恢復原有的自然生態景觀，至今園區盎然生氣，獲有綠明珠之稱。
小港區市民農園：
園區約0.8公頃，提供鄉土戶外教學以及農業生態體驗，園區種物多為市民向小港區農會租地耕種。
淨園機場咖啡休閒農場：
為近年小港區新興農業休閒產業。臨近機場跑道西北側，就近欣賞飛機起降，近年來吸引許多遊客與市民前往。
鳳山水庫：
位於鳳山丘陵東南麓，亦即小港區、林園區、大寮區交界的林內里，由於地處鳳山（山名，詳見鳳山丘陵）因而取名為鳳山水庫。

### 人文
高雄市立社會教育館（社教館）：

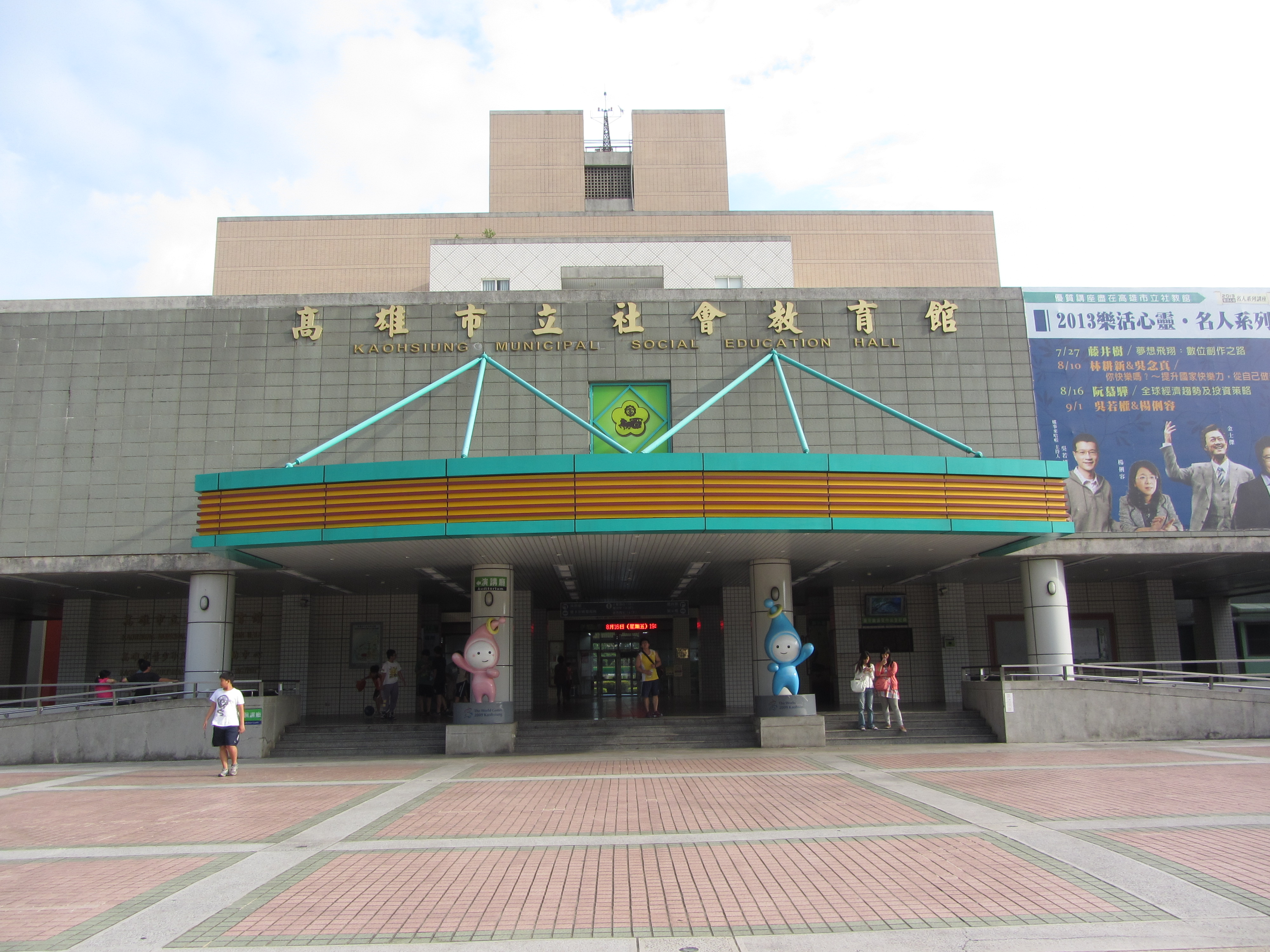
高雄市立社會教育館

原為青少年活動中心，建於1995年6月，位於學府路，與小港高中及漢民國小相鄰。室內空間包括行政中心、民眾閱覽室、研習教室、展覽室、演藝廳、演講廳、視聽中心和體育活動中心等。戶外園區設露營中心、烤肉區、溜冰場、露天劇場、體能設施等供民眾使用。另與民間社團合作開辦漆彈場。2006年曾在該館演藝廳舉辦臺灣第四十一屆電視金鐘獎。
高雄市天文教育館：
位於港和國小內，館內著重天文教學和推廣教育。
小港機場觀景台：
利用小港機場二樓訪客走道空間；設有座位，可透過玻璃，就近觀看機場飛機起落。觀景台內有提供飛機班次表。

### 夜市
小港漢民觀光夜市：
位於小港區大鵬路、漢民路及學府路之內，西臨中山國中，為當地居民享用美食及放鬆身心的好去處。

## 宗教信仰

### 道教和臺灣民間信仰

#### 小港、二苓、大人宮、店仔後
- 小港龍湖廟：主祀大士爺。據清末廩生盧德嘉所編鳳山縣采訪冊記載：「大士爺廟，在港仔墘庄(鳳山)，縣南十里，屋三間，乾隆六十年貢生李國珍募建。」該大士爺廟創建於清乾隆60年（西元1795年），係目前官方認定之歷史古籍中，最早有專祀大士爺的廟宇記載，亦為當時港仔墘唯一廟宇紀錄。依照日治時期所留之臺灣總督府「社寺廟宇調查」(臺帳)資料，龍湖廟創建於清嘉慶23年（西元1818年），迄今已逾200多年歷史，該資料亦為當時港仔墘唯一廟宇記錄。
  - 另依民國49年2月出版《臺灣文獻季刊》(第11卷2期) ：小港龍湖廟於國史館史料文獻載明，在民國49年間係臺灣唯一主神供奉「大士爺」之廟宇；此資訊係依中研院民族所研究員劉枝萬博士，整理日治時代臺灣總督府「寺廟臺帳」存留資料，以及光復後國民政府接收地方行政機關保管之「宗教案卷」辦理之調查研究匯集而成；之後於民國46年臺灣省政府「臺灣省文獻委員會」將所存留的「臺灣省寺廟教堂（名稱、主神、地址）調查）之狀態，整理全台數千間廟宇資訊，並後續刊載於臺灣文獻季刊。
- 小港福德祠：創建於清光緒年間，已有一百多年歷史。
- 中寮天后宮
- 二苓至陽宮：主祀太陽星君。
- 鳳儀宮代天府
  - 位於二苓國小旁的古廟，興建於清乾隆十二年（西元1747年）。廟內供奉溫、朱、池三府王爺。廟柱石礎、雕花大石和花崗岩為建廟時從唐山運來的材料，石香爐則為1805年之古物。
- 法王城大天宮：主祀法王大天尊，即孔子的父親叔梁紇。

#### 紅毛港、大林蒲、邦坑、鳳鼻頭
- 大林蒲鳳林宮：創建於清康熙三十六年(1697年)，亦稱「三王爺廟」。
- 紅毛港五大角頭廟[7]（紅毛港遷村後，五大廟已遷移到鳳山區和前鎮區的紅毛港遷村重劃區）
- 邦坑龍鳳宮
- 鳳鼻頭鳳鳴宮
- 鳳鼻頭朝鳳寺

鳳鼻頭龍鳳殿
- 鳳鼻頭武鳳宮：主祀關聖帝君

#### 中大厝、空地仔、莿蔥腳、大坪頂
- 廈莊天后宮
- 空地仔真君宮：空地仔(今孔宅里)唯一一間寺廟，祀奉保生大帝。
- 嘉應分宮池王府
- 莿蔥腳鳳騰宮
- 南郡慈惠堂
- 山明里鳳福宮：方府千歲、順正府大王公、天上聖母
- 大坪頂鳳騰宮
- 大坪頂代天府
- 大坪頂正成宮

### 佛教
- 佛光山小港講堂
- 萬德禪寺
- 鳳林觀音寺
- 大坪頂九龍寺
- 九華山本願寺
- 白光山寺

### 一貫道信仰
- 慈德宮：主祀明明上帝

### 基督宗教
| 宗派                             | 教會（禮拜堂 / 聖堂）                                                                |
| -------------------------------- | ------------------------------------------------------------------------------------ |
| 天主教                           | 勝利之堂、聖若瑟堂                                                                   |
| 路德宗（信義會）                 | 中華民國臺灣基督教信義會小港教會                                                     |
| 歸正宗長老會（臺灣基督長老教會） | 小港教會、漢民教會、二苓教會、大林蒲教會、高松教會、臨海教會、桂林教會               |
| 浸禮宗（浸信會）                 | 小港浸信教會                                                                         |
| 循道宗（衛理會）                 | 衛理公會小港衛理堂                                                                   |
| 召會                             | 高雄市召會（小港路會所、山明路會所）                                                 |
| 靈糧堂                           | 小港福音靈糧堂                                                                       |
| 其他                             | 二苓福音教會、中國基督教長老會青島村教會、拿撒勒人會小港大明教會、真耶穌教會小港教會 |

## 外部連結
- 高雄市小港區公所 （页面存档备份，存于）
- 高雄市小港區戶政事務所 （页面存档备份，存于）
- 小港區衛生所 （页面存档备份，存于）
- 高雄市政府警察局小港分局 （页面存档备份，存于）
- 高雄市社會教育館 （页面存档备份，存于）
- 高雄國際航空站 （页面存档备份，存于）